# European Masters 1983
Het Zwitsers Open is een golftoernooi dat in 1923 werd opgericht en behoort tot de Europese PGA Tour sinds die in 1972 werd opgericht. In 1983 werd het gespeeld van 8-11 september op de baan van de Golf Club Crans-sur-Sierre. Het prijzengeld was ongeveer € 177.500, waarvan de winnaar € 29.500 kreeg. Titelverdediger Ian Woosnam eindigde op de 46ste plaats.
Het toernooi had dit jaar een verwarrende titel gekregen: EBEL European Masters Swiss Open, hetgeen in 1992 vereenvoudigd werd tot European Masters. Het was tevens de eerste keer dat het toernooi in september werd gespeeld, wat sindsdien zo bleef. In 1983 werd de huidige trofee ter beschikking gesteld.
De par van de baan was 72. De laagste rondes waren van Sandy Lyle in ronde 1 en Sam Torrance in ronde 1 met een score van 63.
Nick Faldo en Sandy Lyle eindigden met een score van -20, hetgeen zeven slagen voorsprong was op Vicente Fernandez. De play-off werd gewonnen door Nick Faldo, die hiermee zijn tiende professionele titel behaalde.

## Top 10
| Nr  | Speler                | Score            | Score |
| --- | --------------------- | ---------------- | ----- |
| 1   | Nick Faldo po         | 70-64-68-66=268  | -20   |
| 2   | Sandy Lyle            | 64-63-70-71= 268 | -20   |
| 3   | Vicente Fernandez     | 66-69-72-68=275  | -13   |
| T4  | Severiano Ballesteros | 72-66-68-70=276  | -12   |
| T4  | Sam Torrance          | 63-73-70-70=276  | -12   |
| 6   | Ian Woosnam           | 68-70-66-73-=277 | -11   |
| 7   | Bob Charles           | 67-68-69-75=279  | -9    |
| 7   | Bernhard Langer       | 70-67-73-69=279  | -9    |
| 9   | Baldovino Dassu       | 69-68-73-71=281  | -7    |
| T10 | David Feherty         | 72-70-70-70=282  | -6    |
| T10 | Bernard Gallacher     | 70-74-70-68=282  | -6    |
| T10 | Mike Miller           | 68-68-73-73=282  | -6    |
| T10 | Brian Waites          | 75-68-70-69=282  | -6    |

Vanaf 1972:
1972 · 
1973 · 
1974 · 
1975 · 
1976 · 
1977 · 
1978 · 
1979 · 
1980 · 
1981 · 
1982 ·   
1983 · 
1984 ·
1985 ·
1986 ·
1987 ·
1988 ·
1989 ·
1990 ·
1991 ·
1992 ·
1993 ·
1994 ·
1995 ·
1996 · 
1997 ·
1998 ·
1999 · 
2000 · 
2001 · 
2002 · 
2003 · 
2004 · 
2005 · 
2006 · 
2007 · 
2008 · 
2009 · 
2010 · 
2011 · 
2012 · 
2013 · 
2014
1972 ·
1973 ·
1974 ·
1975 ·
1976 ·
1977 ·
1978 ·
1979 ·
1980 ·
1981 ·
1982 ·
1983 ·
1984 ·
1985 ·
1986 ·
1987 ·
1988 ·
1989 ·
1990 ·
1991 ·
1992 ·
1993 ·
1994 ·
1995 ·
1996 ·
1997 ·
1998 ·
1999 ·
2000 ·
2001 ·
2002 ·
2003 ·
2004 ·
2005 ·
2006 ·
2007 ·
2008 ·
2009 ·
2010 ·
2011 ·
2012 ·
2013 ·
2014 ·
2015 ·
2016

## Links
- Volledige Uitslag